# Supermarine Sea Otter
Le Supermarine Sea Otter (« loutre de mer ») est un amphibie britannique  ayant participé aux opérations militaires de la Seconde Guerre mondiale. Il s'agit du dernier amphibie biplan conçu et réalisé par Supermarine

## Conception
Le Supermarine Sea Otter a été conçu consécutivement à la Specification S.7/38 relative au remplacement du Supermarine Walrus.

### Développement
Les ingénieurs britanniques travaillèrent dès le départ en élaborant le Sea Otter non comme un successeur mais comme un descendant direct du Walrus tout en repensant fortement les erreurs, notamment au niveau de l'aérodynamique de l'appareil. Il veillèrent à réduire le plus possible sa traînée et à augmenter le champ de vision de l'équipage.

### Aspects techniques
Le Sea Otter se présentait sous la forme d'un amphibie à coque biplan monomoteur à hélice tractive construit en bois, contreplaqué, et métal. Il était propulsé par un Bristol Mercury Mk.XXX en étoile entraînant une hélice tripale. Il était doté d'un train d'atterrissage classique escamotable et d'une roulette de queue orientable. Deux petits flotteurs annexes amélioraient la flottabilité de la machine. Il était servi par un équipage variable, entre trois et quatre membres d'équipage suivant la mission.

## Histoire
Après son premier vol le ministère britannique de l'air émit deux nouvelles Specification, les S.14/39 et S.12/40 destinées à couvrir certains aspects du développement de l'appareil. Tout cela retarda grandement l'entrée en service opérationnel de l'avion qui n'intervint qu'en juillet 1943. Hormis le prototype et le premier avion de présérie, tous les appareils furent construits par Saunders-Roe, les usines et ateliers de Supermarine étant alors réservés à l'usinage des différentes versions du Spitfire. L'appareil entra en service dans neuf unités différentes du Coastal Command. Affectés principalement à des missions de reconnaissance côtière et de SAR les Sea Otter participèrent néanmoins à certaines grandes heures du conflit comme l'opération Overlord ou un exemplaire fut perdu au profit d'un chasseur Focke-Wulf Fw 190 de la Luftwaffe.
Au lendemain de la fin de la guerre la commande initiale pour 592 avions fut annulée. Il en restait alors exactement 300 à construire.
Après guerre la RAF et la Fleet Air Arm conservèrent leurs Sea Otter. Ils équipèrent alors différentes unités notamment pour des missions de surveillance des mines qui pullulaient alors en Manche. La RAF les conserva jusqu'en 1949
De son côté la Fleet Air Arm arma jusqu'en 1952 une unité, le 810th Squadron qui utilisa ses Sea Otter notamment à partir des porte-avions HMS Theseus et HMS Vengeance. Ils quittèrent définitivement le service opérationnel britannique en novembre 1952. Ils laissèrent la place aux hélicoptères Westland Dragonfly, une version produite sous licence locale du Sikorsky S-51 américain.
À l'étranger la France utilisa ses dix Sea Otter pour des missions de sauvetage en mer en Indochine. Ils participèrent aussi à des missions de surveillance des côtes.

## Variantes
- Sea Otter Mk. I,
- Sea Otter Mk. II,

## Pays utilisateurs
- Australie
- Danemark
- Égypte
- France
- Pays-Bas
- Royaume-Uni

## Aéronefs comparables

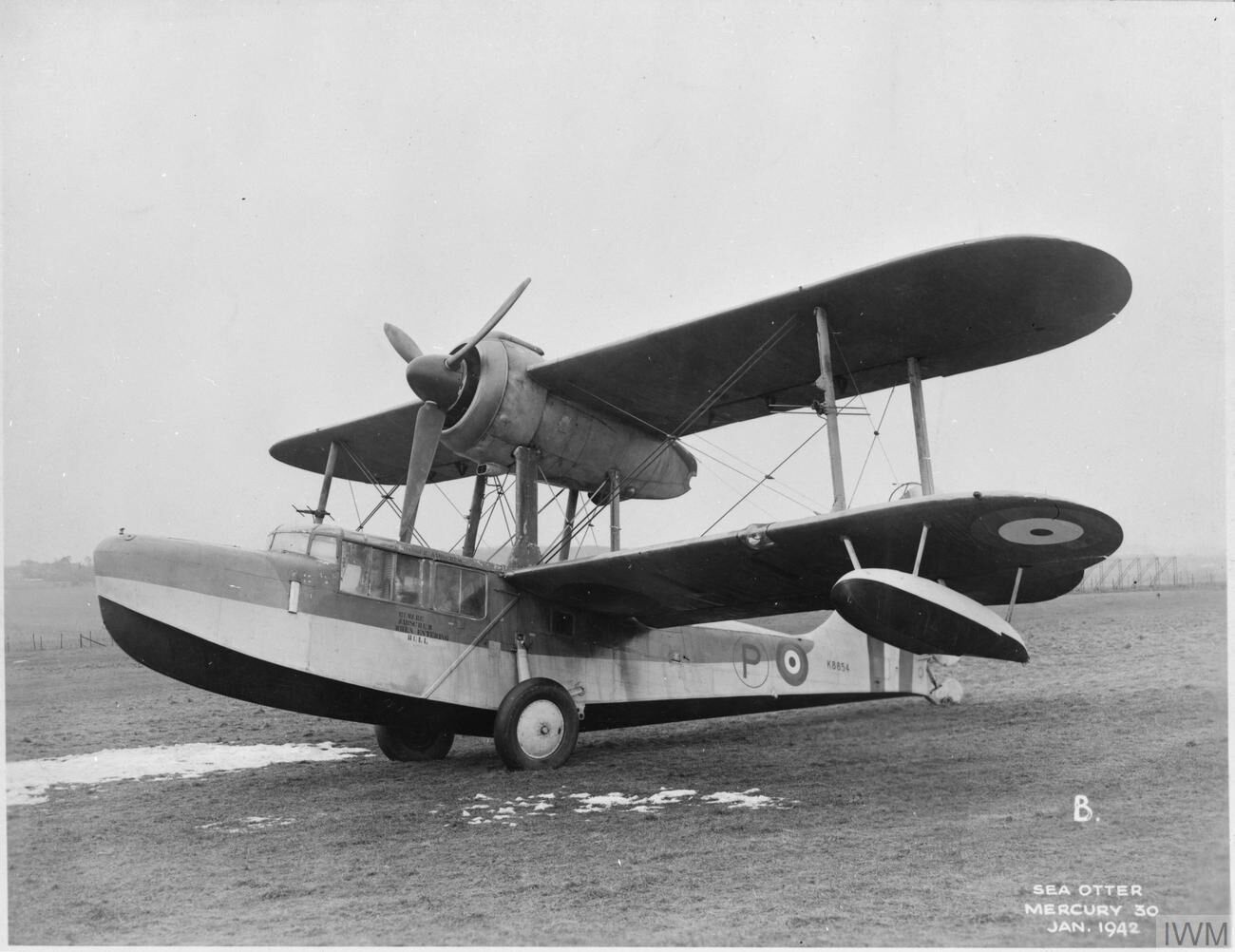
Prototype du Supermarine Sea Otter

- Aichi H9A,
- Dornier Do 18,
- Grumman G-21 Goose,
- Loire 130.